# WrestleMania X
WrestleMania X est la dixième édition de la série évènementielle de catch (Lutte Professionnelle) à grand spectacle WrestleMania, présentée, organisée et produite par la World Wrestling Entertainment, et vidéo-diffusée selon le principe du paiement à la séance (pay-per-view). Cet évènement s'est déroulé le 20 mars 1994 au Madison Square Garden de New York. Ce fut le dernier WrestleMania à utiliser le logo "Titan Sports" de la WWF, qui était utilisé depuis le tout premier WrestleMania.
Little Richard a chanté America the Beautiful avant le show. Les autres célébrités ayant assisté à l'événement furent Rhonda Shear, Donnie Wahlberg, Burt Reynolds, et Jennie Garth. On remarquera la présence d'un sosie s'étant fait passer pour le président des États-Unis de l'époque, Bill Clinton. Ce fut également le tout premier évènement en pay-per-view commenté par Jerry The King Lawler.
Il y avait deux combats pour le Championnat de la WWF ce soir là car Lex Luger et Bret Hart ont été déclarés co-vainqueurs du Royal Rumble 1994, leur offrant à chacun une chance pour le titre le soir de WrestleMania. Ainsi, le Champion WWF en titre, Yokozuna, allait défendre son titre face à l'un des deux et le vainqueur remettrait son titre en jeu face à l'autre challenger plus tard dans la soirée. Un mois avant l'événement, Lex Luger a gagné le droit d'être le premier à avoir sa chance au titre.
Lex Luger devait normalement remporter la ceinture de Champion WWF aux mains de Yokozuna. Cependant, la nuit précédant WrestleMania, un Luger ivre avait révélé à des fans dans un bar l'issue du match.[réf. nécessaire]. Ceci amena la WWF à revoir très rapidement sa copie après que l'incident n'eût été raconté dans les journaux.
Pour la première fois depuis ses débuts, l'Undertaker n'apparait pas à WrestleMania, bien qu'il ait affronté Yokozuna au Royal Rumble : il était blessé et il n'a pas pu se soigner à temps pour WrestleMania mais il obtiendra sa revanche face à Yokozuna deux évènements plus tard : les Survivor Series de l'année en cours.
En France, cet événement fut re-diffusé sur Canal+, télévision dite "à péage".

## Résultats
Un match par équipes de 5 opposant I.R.S., Jeff Jarrett, The Model Rick Martel et les Headshrinkers contre Tatanka, 1-2-3 Kid, Bob Holly et les Smokin' Gunns a été annulé pendant le spectacle à la suite d'une dispute dans l'équipe de I.R.S. visant à en déterminer le capitaine. Le match se déroula finalement quelques semaines plus tard à RAW.
| #                                                          | Résultats | Stipulations                                                 | Commentaires | Durée |
| ---------------------------------------------------------- | --- | ------------------------------------------------------------ | --- | ----- |

Mr. Perfect en tant qu'arbitre spécial à WrestleMania X.

| Dark match                                                 | The Heavenly Bodies (Jimmy Del Ray et Tom Prichard) (avec Jim Cornette) battent The Bushwhackers (Luke Williams et Butch Miller)         | Match par équipe                                             | - Del Ray a effectué le tombé sur Butch. | N/A   |
| 1                                                          | Owen Hart bat Bret The Hitman Hart | Match simple                                                 | - Owen a effectué le tombé sur Bret en renversant une tentative de Victory Roll du Hitman. | 20:21 |
| 2                                                          | Bam Bam Bigelow et Luna Vachon battent Doink the Clown (Ray Apollo) et Dink                                                              | Match par équipe mixte                                       | - Bigelow a effectué le tombé sur Doink après un Diving Headbutt. | 06:09 |
| 3                                                          | Macho Man Randy Savage bat Crush (avec Mr. Fuji)                                                                                         | Falls Count Anywhere Match                                   | | 09:49 |
| 4                                                          | Alundra Blayze (c) bat Leilani Kai | Match simple pour le Championnat Féminin de la WWF           | - Blayze a effectué le tombé sur Kai avec une Bridging German Suplex. | 03:20 |
| 5                                                          | Men on a Mission (Mabel et Mo) (avec Oscar) battent The Quebecers (c) (Jacques et Pierre) (avec Johnny Polo) par décompte à l'extérieur. | Match par équipe pour le WWF Tag Team Championship           | - Les Quebecers furent décomptés à l'extérieur après que Polo retira Jacques du ring, causant ainsi délibérément ce décompte afin de conserver les titres.                                                       | 07:41 |
| 6                                                          | Yokozuna (c) (avec Mr. Fuji et Jim Cornette) bat Lex Luger (avec Mr. Perfect en tant qu'arbitre spécial) par disqualification.           | Match simple pour le WWF Championship                        | - Mr. Perfect disqualifia Luger pour lui avoir donné un coup après que Perfect refusa de compter l'une des tentatives de tombé de Luger.                                                                         | 14:40 |
| 7                                                          | Earthquake bat Adam Bomb (0:32) | Match simple                                                 | - Earthquake a effectué le tombé sur Bomb après un Earthquake Splash. - L'adversaire d'Earthquake était à l'origine supposé être Ludvig Borga.                                                                   | 00:35 |
| 8                                                          | Razor Ramon (c) bat Shawn Michaels (avec Diesel)                                                                                         | Match de l'Échelle pour le WWF Intercontinental Championship | - Ramon décrocha les deux ceintures pour l'emporter. - Il y avait deux ceintures car Michaels a affirmé qu'il restait bien le champion IC et ce bien qu'il se soit fait retirer le titre quelques mois plus tôt. | 18:47 |
| 9                                                          | Bret Hart bat Yokozuna (c) (avec Mr. Fuji et Jim Cornette) (avec Roddy Piper en tant qu'arbitre spécial)                                 | Match simple pour le WWF Championship                        | - Hart effectue le tombé sur Yokozuna, celui-ci tombant de la deuxième corde alors qu'il se préparait pour porter sa prise de finition.                                                                          | 10:38 |
| (c) désigne le champion défendant son titre dans le match. | |                                                              | |       |